# Just the Way You Are (film)
Just the Way You Are is een Amerikaanse komische dramafilm uit 1984, geregisseerd door Edouard Molinaro en geproduceerd door Léo L. Fuchs. De hoofdrollen worden vertolkt door Kristy McNichol, Michael Ontkean en Kaki Hunter.

## Verhaal
Tijdens een skivakantie in de Franse Alpen wordt de gehandicapte Susan verliefd op fotograaf Peter en ze leert van hem hoe ze moet skiën. De vooroordelen en reacties van mensen met een handicap worden behoorlijk blootgelegd.

## Rolbezetting
| Acteur                | Personage                 |
| --------------------- | ------------------------- |
| Kristy McNichol       | Susan Berlanger           |
| Michael Ontkean       | Peter Nichols             |
| Kaki Hunter           | Lisa Elliott              |
| André Dussollier      | Francois Rossighol        |
| Catherine Salviat     | Nicole Schallon           |
| Robert Carradine      | Sam Carpenter             |
| Alexandra Paul        | Bobbie                    |
| Lance Guest           | Jack                      |
| Tim Daly              | Frank Bantam              |
| Patrick Cassidy       | Steve Haslachez           |
| Gérard Jugnot         | Baliemedewerker           |
| André Oumansky        | Parijs Dokter             |
| Billy Kearns          | Earl Cooper, Franks Baas  |
| Joyce Gordon          | Antwoordapparaat Vrouw    |
| Wayne Robson          | Theater Assistent Manager |
| Jean-Claude Ostrander | Franse Ski Instructeur    |
| Garrick Dowhen        | Bill Holland              |